# Walpole (ort i Australien)
Walpole är en ort i Australien. Den ligger i regionen Manjimup och delstaten Western Australia, 2 900 km väster om federala huvudstaden Canberra och 345 km sydost om delstatshuvudstaden Perth. Antalet invånare är 320.
Walpole centrum ligger vid en vik där Walpole River och Collier creek mynnar knappt en kilometer från öppna havet. .

## Befolkning
Trakten är glest befolkad. Walpoles administrativa område hade 566 personer registrerade år 2011 med en hög medelålder på 48 år på grund av utflyttning av yngre; 286 kvinnor och 280 män varav 3,7% aboriginer medan tätorten på 4,55 km2 hade 370 invånare.

## Klimat
Genomsnittlig årsnederbörd är 1 381 millimeter. Den regnigaste månaden är september, med i genomsnitt 215 mm nederbörd, och den torraste är januari, med 18 mm nederbörd.

## Flora och fauna
Tre Eucalyptusarter (Eucalyptus jacksonii, E. guilfoylei och E. brevisylis) förekommer enbart i området kring Walpole (Walpole Wilderness). De bedöms vara relikter från superkontinenten Gondwana då klimatet var varmt och fuktigt.
Spicospina flammocaerulea (sunset frog) är en annan rödlistad relikt som finns i fem torvkärr norr och öster om orten. Utplanteringsförsök har gjorts i närliggande Mt Frankland naturreservat.